# آرنه هول
آرنه هول (بالنرويجية البوكمول: Arne Hoel)‏ هو متزلج قفز نرويجي، ولد في 5 أبريل 1927 في بوسكرود في النرويج، وتوفي في 10 سبتمبر 2006 في Nordstrand, Norway ‏ في النرويج.

## وصلات خارجية
- آرنه هول على موقع الاتحاد الدولي للتزلج (التزلج الريفي) (الإنجليزية)
- آرنه هول على موقع الاتحاد الدولي للتزلج (القفز التزلجي) (الإنجليزية)
- آرنه هول على موقع أوليمبيديا (الإنجليزية)
- آرنه هول على موقع IMDb (الإنجليزية)